# Hirofumi Watanabe
Hirofumi Watanabe (渡部 博文?, Watanabe Hirofumi; Nagai (Yamagata), 7 luglio 1987) è un ex calciatore giapponese, di ruolo difensore.

## Palmarès

### Club

#### Competizioni nazionali
- Coppa dell'Imperatore: 2

Kashiwa Reysol: 2012
Vissel Kobe: 2019
- Supercoppa del Giappone: 1

Vissel Kobe: 2020